# Revue économique
La Revue économique, revue d'économie française, a été créée en 1950 par neuf universitaires issus du Collège de France, de l’École pratique des hautes études, de la faculté de droit de Paris, de la faculté de droit de Poitiers, de science politique et de la Sorbonne.

## Histoire
Les neufs fondateurs de la Revue économique sont, par ordre alphabétique : Albert Aftalion (1874-1956), Fernand Braudel (1902-1985), Émile James (1899-1991), Ernest Labrousse (1895-1989), Jean Lhomme (1901-1987), Jean Marchal (1905-1995), Jean Meynaud (1914-1972), Henri Noyelle (1882-1966), Jean Weiller (1905-2000). Ils proposent une revue d'économie qui accueille également les contributions des autres sciences sociales, comme l’histoire et la sociologie,. Plusieurs personnes sont associées à la mise en place de la revue, comme François Bloch-Lainé.
Les travaux publiés sont originaux. Ils s'inscrivent dans tous les champs de la recherche économique. C’est une revue généraliste. 
Il s'agit d'une revue scientifique en économie. Elle a été classée parmi les premières revues scientifiques de langue française en économie par le Comité national de la recherche scientifique et l'HCERES. Elle comprend début 2023 plus 430 numéros parus en 73 volumes. 
Parmi les auteurs ayant publié dans la Revue économique, se trouvent, John Abowd (en), Raymond Aron, Raymond Barre, Charles Bettelheim, François Bloch-Lainé, Marc Fleurbaey, Roger Guesnerie, Francis Kramarz, Denis Kessler, Serge Christophe Kolm, Jean-Jacques Laffont, Wassily Leontief, Edmond Malinvaud, André Masson, Pierre Mendès-France, Alfred Sauvy, Dominique Strauss-Kahn, Jacques Rueff, Jan Tinbergen, Jean Tirole.

## Rédacteurs en chef
Les rédacteurs en chef de la revue sont :
| Identité                                | Période      | Période       | Durée            |
| Identité                                | Début        | Fin           | Durée            |
| --------------------------------------- | ------------ | ------------- | ---------------- |
| Albert Aftalion (1874 - 1956)           | mai 1950     | janvier 1966  | 15 ans et 8 mois |
| Jean Lhomme (1901 - 1987)               | mars 1966    | mai 1971      | 5 ans et 2 mois  |
| Pierre Bauchet (1924 - 2015)            | juillet 1971 | janvier 1977  | 5 ans et 6 mois  |
| Jeanne-Marie Parly (d) (née en 1935)    | mars 1977    | mars 2001     | 24 ans           |
| Jean-Paul Pollin (d) (né en 1944)       | mai 2001     | novembre 2008 | 7 ans et 6 mois  |
| Jean-Marc Tallon (d) (né au XXe siècle) | janvier 2009 | janvier 2013  | 4 ans            |
| Thierry Kamionka (d) (né en 1964)       | mars 2013    | juin 2021     | 8 ans et 3 mois  |
| David N. Margolis (d) (né en 1967)      | juin 2021    |               |                  |

## Prix de laRevue économique
La Revue décerne tous les deux ans un prix à un auteur de la Revue pour l'ensemble de ses travaux. 
- 2012 : Claude Henry[10]
- 2014 : Marc Fleurbaey[11]
- 2016 : David Martimort[12]
- 2018 : Marie-Claire Villeval[13]
- 2020 : Philippe Mongin[14]
- 2022 : Jean-Marc Robin[15]
- 2024 : Katheline Schubert[16]